# List A cricket
List A cricket é uma das formas de jogo do críquete. Ela consiste em uma partida com número de overs limitados.
List A inclui competições domésticas e internacionais como o One Day International. O número de overs por entrada varia de 40 a 60, juntamente com First-class cricket e Twenty20, List A é uma das formas reconhecidas pelo Conselho Internacional de Críquete